# Vedat Budak
Vedat Budak (* 10. Oktober 1991 in Lice) ist ein türkischer Fußballspieler.

## Karriere
Budak begann mit dem Vereinsfußball in der Jugend von Barış Spor und wechselte 2007 in die Jugend von Diyarbakırspor. Zur Rückrunde 2009/10 erhielt er hier einen Profivertrag, spielte aber den Rest der Saison weiterhin ausschließlich für die Jugendmannschaft. Zur Spielzeit 2010/11 geriet Diyarbakırspor in enorme finanzielle Schwierigkeiten und musste deswegen den Großteil seines Kaders abgeben. Als Verstärkung wurden Spieler aus der eigenen Jugend in den Profikader aufgenommen. Unter diesen Spielern befand sich auch Budak. Bis zum Saisonende absolvierte er 23 Zweitligapartien für seinen Verein. Nachdem sein Verein den Klassenerhalt verpasst hatte, wechselte Budak zum Zweitligisten Boluspor.
Zur Saison 2013/14 wechselte er innerhalb der Liga zu Gaziantep Büyükşehir Belediyespor. Im Sommer 2014 wechselte er zum Drittligisten Kocaeli Birlikspor.
Zum Frühjahr 2015 wechselte er zum Drittligisten Yeni Malatyaspor. Mit diesem Verein erreichte er am 34. Spieltag der Saison 2014/15, dem letzten Spieltag der Saison, die Meisterschaft und damit den Aufstieg in die TFF 1. Lig.
Im Januar 2016 wechselte er zu Büyükçekmece Tepecikspor.

## Erfolge
Mit Yeni Malatyaspor
- Meister der TFF 2. Lig und Aufstieg in die TFF 1. Lig: 2014/15